# Aleksiej Głuchow
Aleksiej Władimirowicz Głuchow, ros. Алексей Владимирович Глухов (ur. 5 kwietnia 1984 w Woskriesiensku) – rosyjski hokeista, reprezentant Rosji.

## Kariera
- Chimik Woskriesiensk (2001-2004)
- Kristałł Elektrostal (2004)
- Springfield Falcons (2005)
- Victoria Salmon Kings (2005)
- Chimik Mytiszczi (2005-2006)
- Siewierstal Czerepowiec (2006-2008)
- Atłant Mytiszczi (2008-2012)
- Saławat Jułajew Ufa (2012-2015)
- Awangard Omsk (2015-2016)
- Sibir Nowosybirsk (2016-2017)

Wychowanek Chimika Woskriesiensk. Od maja 2012 roku zawodnik Saławatu Jułajew Ufa związany trzyletnim kontraktem. Odszedł z klubu Saławat z końcem kwietnia 2015. Od czerwca 2015 do końca października 2016 zawodnik Awangardu Omsk. Od listopada 2016 do połowy 2017 zawodnik Sibiru Nowosybirsk.

## Sukcesy
Klubowe
- Srebrny medal mistrzostw Rosji: 2011 z Atłantem Mytiszczi, 2014 z Saławatem Jułajew Ufa